# Sparrmannia leo
Sparrmannia leo är en skalbaggsart som beskrevs av Gyllenhall 1817. Sparrmannia leo ingår i släktet Sparrmannia och familjen Melolonthidae. Inga underarter finns listade i Catalogue of Life.